# Aemilia Paula Tertia
Aemilia Paul(l)a Tertia, de dochter van Lucius Aemilius Paulus (consul in 219 en 216 v.Chr.), senator in 219 v.Chr. en 216 v.Chr., de verliezer van de Slag bij Cannae, en zuster van Lucius Aemilius Paulus Macedonicus, consul in 190 v.Chr., de overwinnaar in de Slag bij Pydna en veroveraar van Macedonia.
Zij was gehuwd met Publius Cornelius Scipio Africanus maior, consul in 205 v.Chr. en 194 v.Chr., de veldheer in de Tweede Punische Oorlog en overwinnaar in de Slag bij Zama Regia.
Hun kinderen waren: Cornelia maior, de echtgenote van Publius Cornelius Scipio Nasica Corculum, consul in 162 v.Chr. en 155 v.Chr., en moeder van Publius Cornelius Scipio Nasica Serapio, consul in 138 v.Chr., Cornelia Africana (overleden in 100 v.Chr.; de echtgenote van Tiberius Sempronius Gracchus (consul in 177 en 163 v.Chr.) en moeder van Tiberius Sempronius Gracchus en Gaius Sempronius Gracchus), Lucius Cornelius Scipio en Publius Cornelius Scipio, die beiden praetors in 174 v.Chr. waren. Deze laatste adopteerde Publius Cornelius Scipio Aemilianus Africanus minor, de Romeinse veldheer in Derde Punische Oorlog, de veroveraar en verwoester van Carthago – de zoon van Lucius Aemilius Paulus Macedonicus en dus ook de neef van Aemilia Paula.